# Guy Vignoht
Guy Vignoht, peintre, écrivain et critique d'art français, né à Longuyon le 24 janvier 1932, mort à Reims le 6 septembre 2010.

## Peintre et écrivain d'art
Participant au Salon de la Jeune peinture, il a fréquenté de nombreux peintres et a écrit un ouvrage de référence sur les peintres les plus connus de la seconde moitié du XXe siècle intitulé La jeune peinture, 1941-1961. En 1999, il a co-signé avec Patrice de la Perrière aux éditions « Le Léopard d'or » une biographie du peintre Zarou.
Il a surtout peint les paysages de forêts de sa jeunesse. Toutefois, depuis 1954, il a peint, souvent "de visu" les portraits de nombreux artistes dont Braque, Dali, Derain, Francis Grubert, Kokoschka, Magritt, Mathis, Picasso... et de nombreux écrivains dont Marcel Aymé, Celine, Cocteau, Dorgelès, Saint-Exupéry, etc.

## Producteur et journaliste
Producteur d'une émission hebdomadaire sur Radio-Paris dans les années 1980 « de la peinture avant toute chose », il écrivait aussi dans les revues Le Peintre et Connaissance des Hommes.

## Ses amis écrivains
Il était un ami de Roland Dorgelès, Marcel Aymé et a côtoyé Louis Ferdinand Céline.